# Teledyne e2v
Teledyne e2v est une société anglaise spécialisée dans la fabrication de semi-conducteurs, dans l'imagerie médicale et spatiale ainsi que dans les applications radio-fréquence. La société a été fondée dans les années 1940 en tant qu'établissement du groupe Marconi. Elle a joué un rôle de premier plan dans les années 1960 dans les domaines de pointe de l'électronique. Après la dissolution de la société Marconi en 2002 elle a été rachetée par ses dirigeants. La société comprend plusieurs établissements dont une filiale à Grenoble (France).

## Historique
La société, fondée au début des années 1940, faisait partie du groupe Marconi, fabricant de magnétrons pour des systèmes de défense radar. C’est en 1947, sous l’impulsion de Simeon Serge Aisenstein, qu’elle est devenue une société à part entière établie à Chelmsford en Essex sous le nom de Phoenix Valve Company Ltd, qui fut vite remplacé par English Electric Valve Company Ltd (soit EEV ou E2V).
En 1959, deux nouvelles activités sont ajoutées à l’entreprise grâce à Bob Coulson : celle des tubes à ondes progressives et celle des tubes hyperfréquence, la production de thyratrons d’hydrogène en céramique faisant, quant à elle, déjà partie de son activité. À cette époque, EEV était la plus grosse entreprise de fabrication dans le domaine de la haute technologie du Royaume-Uni. Un an plus tard, l’entreprise  est vue récompensée par un Emmy award pour sa contribution exceptionnelle aux technologies électroniques grâce à son développement du tube « 4½ orthicon ».
En 1961, l’entreprise reprend l'activité d’AEI Valve implantée à Lincoln. Elle ouvre un an plus tard son tout premier bureau aux États-Unis à Buffalo près de New York. Puis, de 1966 jusqu’à 1985, la direction de l’entreprise est reprise par Sir Charles Oatley. Durant cette période, l'entreprise collabore avec QinetiQ, en particulier au cours des années 1970 pour développer le premier capteur d’imagerie thermique, le vidicon pyroélectrique. En 1972, la société ouvre un bureau à Paris puis un second  à New York, plus précisément à Elmsford (en 1977).
En 1999, Keith Attwood, rejoint EEV en tant directeur général. Ce poste est aujourd’hui occupé par Steve Blair, arrivé dans la société en mars 2014. Après une courte période durant laquelle la société prend le nom de Marconi technologies appliquées, elle est renommée e2v technologie en 2002 à la suite de l'effondrement du groupe Marconi et de son rachat par 3i. Continuant sa croissance au sein de 3i, l’entreprise fait son entrée à la Bourse de Londres en 2004.
En 2005, e2v a acheté Gresham Scientific Instruments (renommé par la suite e2v scientifique instruments), et l’a vendu en 2012 à SGX sensortech. En 2006, la société a racheté un site de production grenoblois, à Atmel corporation (rebaptisé « e2v semi-conducteurs ») ainsi que l’entreprise MiCs Microchemical systems située à Corcelles en Suisse (rebaptisé « e2v Microsystems » et vendue à SGX sensortech en 2012). Enfin, en octobre 2008, e2v a acquis QP semiconductor, un concepteur et  fournisseur de composants semi-conducteurs, basé aux États-Unis, spécialisé dans les applications militaires et aérospatiales, ce qui a permis la création du premier centre de production d'e2v aux États-Unis.
En décembre 2016, Teledyne Technologies annonce l'acquisition d'E2v pour 780 millions de dollars, et prend alors le nom de « Teledyne e2v »

## Activité
Le chiffre d’affaires annuel d’e2v est d’environ 235 millions de livres sterling. L’entreprise est cotée à la bourse de Londres et est membre de l’indice FTSE4Good. 

### Implantation
La société emploie environ 1650 personnes à travers le monde, et près du tiers sont des ingénieurs et des scientifiques. e2v réalise des ventes dans plus de 50 pays et opère sur 12 sites mondiaux, en Europe, aux États-Unis et en Asie.
e2v possède deux centres de conception, de développement et de fabrication basés au Royaume-Uni (Chelmsford et Lincoln), une à Grenoble, et une à Milpitas, aux États-Unis. e2v a également des bureaux de ventes, de services et d’assistance technique au Royaume-Uni, en Amérique du Nord, en Allemagne, en France, au Japon, en Corée et à Hong Kong : 
- Milpitas EU – Conception, développement et usine de fabrication spécialisée dans l’aérospatiale et les solutions et produits à base de semi-conducteurs haute fiabilité.
- Lincoln RU - Conception, développement et usine de fabrication spécialisée dans les solutions électroniques à micro-ondes.
- Chelmsford RU - (siège social d’e2v) Bureau des ventes régionales d’Europe du Nord
- New York EU – Bureau des ventes régionales d’Amérique
- Paris FRANCE – Bureau des ventes régionales d’Europe du Sud
- Grenoble FRANCE - Conception, développement et usine de fabrication spécialisée dans les semi-conducteurs
- Beijing CHINA – Centre régional d’appui opérationnel
- Hong Kong – Bureau des ventes régionales d’Asie Pacifique
- Taipei TAIWAN – Service régional des achats
- Tokyo JAPAN – Soutien régional des ventes

### Produits et Services
Solutions de gestion de puissance d’émissions RF
- Contre-mesures électroniques destinées à l'industrie de la défense
- Systèmes de radiothérapie pour le traitement des cancers
- Systèmes radar
- Amplificateurs stellar de communication par satellite
- Systèmes de traitement industriel ProWave
- Chauffage industriel (tubes à grilles)
- Contrôle des missiles et dispositifs d'armement
- Émetteurs pour télévision numérique

Solutions d’imagerie
- L’imagerie d’observation de la Terre et l’imagerie spatiale[4]
- Systèmes d’imagerie pour les sciences et les sciences de la vie
- Systèmes d’inspection visuelle d’équipements
- Ophtalmologie
- Systèmes de radiographie dentaire
- Caméras d'imagerie thermique Argus pour les applications de lutte contre l'incendie et  pour la sécurité

Semi-conducteurs
- Programme de gestion du cycle de vie des semi-conducteurs
- Microprocesseurs haute fiabilité
- Convertisseurs de données à large bande
- Circuits intégrés haute fiabilité (produit semi-conducteur QP)
- Services d’assemblage & de test
- Mémoires vives magnétiques

### Clients
En 2009, dans le cadre d’un projet de mise à niveau, les capteurs d’image CCD d’e2v ont été intégrés au télescope spatial Hubble. En 2010, la société a annoncé la mise en place d’un centre d’ingénierie de micro-ondes à Lincoln, au Royaume-Uni, dans le cadre d’une restructuration permettant ainsi le déplacement des capacités opérationnelles des locaux de Chelmsford.
Ses principaux clients sont :
- Airbus
- Boeing
- Thales
- Université de Nottingham
- Siemens
- Agence spatiale européenne
- Carestream Health
- Rockwell Collins
- Raytheon
- Fournisseurs de solutions de tomothérapie
- Agence d'exploration aérospatiale japonaise
- National Aeronautics and Space Administration
- Andor Technology

## Récompenses
Au total, l’entreprise s'est vu décerner 13 Queen’s awards pour ses réalisations dans le domaine de la technologie et de l’innovation. Hugh Menown, qui a développé les thyratrons à double cathode et anode creuse, a reçu le prix de l'Ordre de l'Empire britannique (MBE) en 1982. La société  a également reçu un autre prix pour ses thyratrons utiles aux traitements du cancer par radiothérapie en 2004, et en 2006, pour ses dispositifs d’imagerie en faible luminosité. Enfin, l’entreprise a également reçu le Gold Standard pour ses activités d’entreprise responsable dans l’intérêt de la communauté mondiale.
En 2015, pour avoir équipé avec succès en imagerie spatiale les sondes Rosetta et New Horizons, e2v semi-conducteurs basée à Saint-Égrève, a reçu de la Nasa et de l'armée des États-Unis la plus haute certification officielle pour la qualité et la fiabilité de ses installations.